# 稲美郵便局
稲美郵便局（いなみゆうびんきょく）
- 兵庫県加古郡稲美町にある郵便局。本記事にて記述する。

稲美簡易郵便局（いなみかんいゆうびんきょく）
- 北海道網走郡美幌町にある簡易郵便局。局番号は99749。

稲美郵便局（いなみゆうびんきょく）は兵庫県加古郡稲美町にある郵便局。民営化前の分類では集配普通郵便局であった。

## 概要
住所：〒675-1199 兵庫県加古郡稲美町加古1817-4
民営化直前の集配業務再編において、多くの集配普通郵便局は統括センターとなったが、当局は配達センターとされたため、民営化後も郵便事業株式会社の支店は併設されず、集配センターが併設された。

## 沿革
- 1904年（明治37年）3月25日 - 加古新（かこしん）郵便局（三等）として開設[1]。
- 1948年（昭和23年）12月1日 - 加古郵便局に改称[2]。
- 1957年（昭和32年）4月1日 - 稲美郵便局に改称[3]。
- 1971年（昭和46年）2月26日 - 電話交換および和文電報配達業務を、稲美電報電話局に移管。
- 1999年（平成11年）7月1日 - 特定郵便局から普通郵便局に局種別改定。
- 2000年（平成12年）8月14日 - 外国通貨の両替および旅行小切手の売買に関する業務取扱を開始。
- 2007年（平成19年）10月1日 - 民営化に伴い、併設された郵便事業加古川支店稲美集配センターに一部業務を移管。
- 2012年（平成24年）10月1日 - 日本郵便株式会社発足に伴い、郵便事業加古川支店稲美集配センターを稲美郵便局に統合。

## 取扱内容
- 郵便、印紙、ゆうパック、内容証明
- 貯金、為替、振替、振込、国際送金、国債、投資信託
- 生命保険、バイク自賠責保険、自動車保険
- 地方公共団体事務（兵庫県住宅再建共済基金利用申込取次事務）
- ゆうちょ銀行ATM
- 加古郡稲美町内の集配業務

## 周辺
- 加古大池
- 稲美町立稲美北中学校
- 稲美町立加古小学校

## アクセス
- 神姫バス 上新田停留所下車
- 第二神明道路 明石西ICから北東へ約5km、山陽自動車道 三木小野ICから南西へ約9.5km
- 駐車場あり：9台